# Камінка (гміна Крешів)
Камінка (пол. Kamionka Górna) — село на Закерзонні, Підкарпатське воєводство, Ніжанський повіт, гміна Кшешув.

## Історія
Після анексії поляками Галичини західне Надсяння півтисячоліття піддавалось інтенсивній латинізації та полонізації. В 1589 р. село входило до Крешівського староства, було 35 загородників, корчма, 2 коморники без тяглової худоби, 1 ремісник. Після першого поділу Речі Посполитої (1772 р.) село було у складі Королівства Галичини та Володимирії. З 1815 р. — у складі Королівства Польського. У 1827 р. в селі було 65 будинків і 481 житель.
У 1875 р. ліквідація російським царем греко-католицької Холмської єпархії спровокувала перехід значної частини українців до римо-католицької церкви та подальше їх спольщення.
Відповідно до «Географічного словника Королівства Польського» в 1882 р. Камінка знаходилась у Білгорайському повіті Люблінської губернії Російської імперії, село належало до парафії в Крешові, селяни славились вирощуванням і продажем огірків, у селі був відділок прикордонної сторожі. 
У 1912 р. — село з переважно українським населенням, у складі Крешівської волості включене до Холмської губернії. Після Першої світової війни село входило до ґміни Кшешув Білгорайського повіту Люблінського воєводства Польщі. У 1939 р. в селі проживало 7 українців-грекокатоликів, які належали до греко-католицької парафії Дубрівка Лежайського деканату Перемишльської єпархії.. Через свою нечисленність вони не могли протистояти антиукраїнському терору під час і після Другої світової війни. 